# Prostitution forcée
Pour des articles plus généraux, voir Prostitution et Esclavage sexuel.

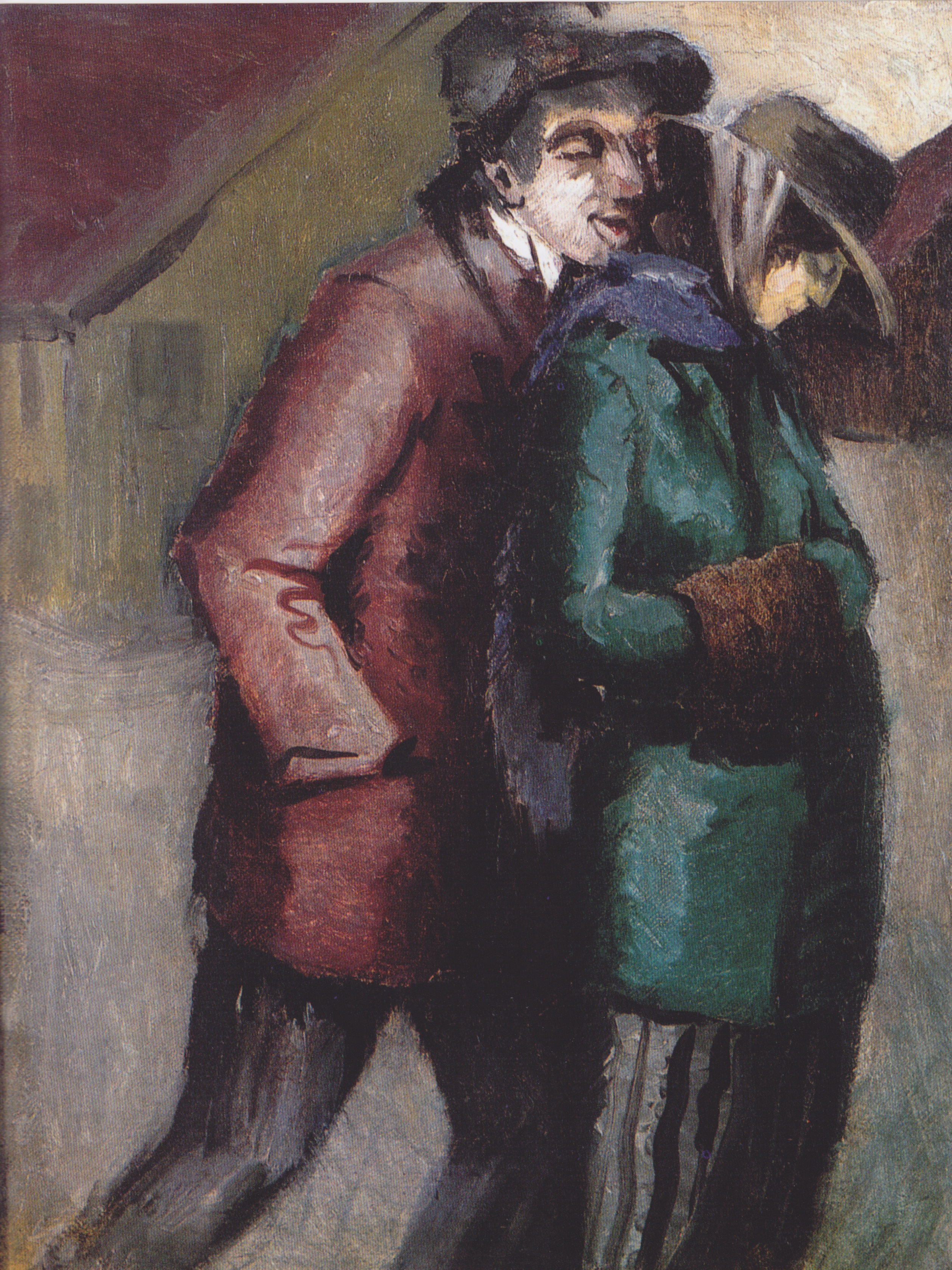
Prostitution forcée, Aksel Waldemar Johannessen (1915)

La prostitution forcée est la prostitution imposée par un tiers et une variante d'esclavage sexuel. Le terme « prostitution forcée » figure dans les traités internationaux et humanitaires, comme le Statut de Rome, mais l'application de ces conventions est inégale. Le Statut de Rome inclut la prostitution forcée parmi les crimes contre l'humanité et les crimes de guerre.

## Législations relatives à la prostitution forcée
La prostitution forcée est illégale dans les coutumes de tous les pays. Elle ne doit pas être confondue avec la prostitution libre, sur laquelle les pays adoptent des législations diverses : certains l'interdisent sous peine de mort, d'autres considèrent qu'elle est légale et reconnue dans la réglementation en tant qu'activité professionnelle.
S'il existe diverses législations sur la prostitution des adultes, la prostitution enfantine est illégale dans pratiquement tous les pays du monde. En 1949, l'Assemblée générale des Nations unies adopte la Convention pour la répression de la traite des êtres humains et de l'exploitation de la prostitution d'autrui. Cette convention remplace plusieurs traités précédents, qui portaient sur certains aspects de la prostitution forcée mais aussi sur d'autres éléments relatifs à la prostitution. La Convention de 1949 rend illégales l'embauche et l'incitation à des fins de prostitution ainsi que l'exploitation de bordels. De nombreux États ne ratifient pas le traité car la prostitution y est légale et réglementée en tant qu'activité professionnelle : en Allemagne, aux Pays-Bas, en Nouvelle-Zélande, en Grèce et en Turquie, entre autres.

### Crime contre l'humanité et crime de guerre
Le Statut de Rome inclut la prostitution forcée dans les crimes contre l'humanité (article 7) et les crimes de guerre (article 8).

« Aux fins du présent Statut, on entend par crime contre l'humanité l'un quelconque des actes ci-après lorsqu'il est commis dans le cadre d'une attaque généralisée ou systématique lancée contre toute population civile et en connaissance de cette attaque :

Viol, esclavage sexuel, prostitution forcée, grossesse forcée, stérilisation forcée ou toute autre forme de violence sexuelle de gravité comparable. »

« Aux fins du Statut, on entend par « crimes de guerre » :

xxii) Le viol, l'esclavage sexuel, la prostitution forcée, la grossesse forcée, telle que définie à l'article 7, paragraphe 2, alinéa f), la stérilisation forcée ou toute autre forme de violence sexuelle constituant une infraction grave aux Conventions de Genève. »

## Traite d'êtres humains
Après la première convention internationale sur la traite d'êtres humains, qui s'est tenue à Paris en 1885, une série d'initiatives est lancée pour limiter la commercialisation des femmes à des fins sexuelles. La Société des nations et l'organisation des Nations unies ont soulevé le problème.
La traite d'êtres humains, en particulier les filles et les femmes, conduit souvent à la prostitution forcée et à l'esclavage sexuel. D'après un rapport de l'Office des Nations unies contre les drogues et le crime, les victimes de cette traite à l'international sont le plus souvent envoyées en Thaïlande, au Japon, en Israël, en Belgique, aux Pays-Bas, en Allemagne, en Italie, en Turquie et aux États-Unis. En majorité, ces victimes proviennent de Thaïlande, de Chine, du Nigeria, d'Albanie, de Bulgarie, de Biélorussie, de Moldavie et d'Ukraine. Les victimes de traite sexuelle par Internet sont emmenées puis obligées d'accepter des actes sexuels ou bien elles subissent des viols devant une webcam, diffusés en direct,, ; ces vidéos donnent souvent lieu à des transactions financières (monétisation).
En 2010, un rapport de l'Office des Nations unies contre les drogues et le crime estime que, mondialement, 70 % des victimes connues de la traite d'êtres humains sont destinées à l'exploitation sexuelle, 18 % au travail forcé et 3 % à d'autres formes d'exploitation. En septembre 2011, la Commission européenne préliminaire propose les données suivantes : 75 % des victimes du trafic de personnes servent à l'exploitation sexuelle, les 25 % restants sont utilisées pour le travail forcé et d'autres formes d'exploitation.
En raison de la nature souvent clandestine de la prostitution et de différences méthodologiques pour séparer la prostitution forcée de la prostitution libre, il est difficile d'estimer avec précision l'ampleur du phénomène. En 2008, un rapport du département d'État des États-Unis annonce : « chaque année, d'après les recherches commandées par le gouvernement en 2006, entre 600 000 et 800 000 personnes victimes de trafic d'êtres humains traversent la frontière nationale ; ce recensement ne tient pas compte des millions de victimes dans leur propre pays. Environ 80% des victimes transnationales sont des femmes et des filles — les mineures peuvent représenter jusqu'à 50% — et la majorité de ces victimes est destinée à l'exploitation sexuelle marchande ». En 2014, un rapport de la Commission européenne établit qu'entre 2010 et 2013, dans les 28 États-membres de l'Union européenne, 30 146 personnes sont signalées comme victimes de trafic d'êtres humains, dont 69 % sont victimes d'exploitation sexuelle.
Néanmoins, d'après The Economist en 2004, seule une petite fraction des prostituées est clairement victime de la traite d'êtres humains.
Le Protocole additionnel à la Convention des Nations Unies contre la criminalité transnationale organisée visant à prévenir, réprimer et punir la traite des personnes, en particulier des femmes et des enfants (aussi appelé protocole de Palerme), dans le cadre de la Convention de Palerme, décrit la traite d'êtres humains comme « le recrutement, le transport, le transfert, l’hébergement ou l’accueil de personnes, par la menace de recours ou le recours à la force ou à d’autres formes de contrainte, par enlèvement, fraude, tromperie, abus d’autorité ou d’une situation de vulnérabilité, ou par l’offre ou l’acceptation de paiements ou d’avantages pour obtenir le consentement d’une personne ayant autorité sur une autre aux fins d’exploitation ». Sigma Huda, rapporteuse spéciale sur la traite des personnes, remarque qu'« en majeure partie, la prostitution qui a actuellement cours dans le monde correspond aux critères de traite »,. Toutefois, pour Save the Children, le trafic de personnes et la prostitution relèvent de domaines distincts.

## Prostitution enfantine
La prostitution enfantine est fondamentalement considérée comme une exploitation non consentie car les enfants sont trop jeunes pour accorder leur consentement légal. Dans la majorité des pays, la prostitution enfantine est illégale, quel que soit l'âge du mineur.
Les États signataires du protocole facultatif sur la vente d'enfants, la prostitution des enfants et la pornographie mettant en scène des enfants sont dans l'obligation d'interdire la prostitution des mineurs. Le protocole entre en vigueur le 18 janvier 2002.
En 1999, la Convention concernant l'interdiction et l'action immédiate pour l'élimination des pires formes de travail des enfants de l'Organisation internationale du travail statue que « l'utilisation, le recrutement ou l'offre d'un enfant à des fins de prostitution » fait partie des « pires formes de travail des enfants ». Adopté en 1999, le traité dispose que tout pays qui le ratifie doit éradiquer immédiatement cette pratique.
Aux États-Unis, le Victims of Trafficking and Violence Protection Act of 2000 considère que toute « forme d'acte sexuel marchand [qui] est obtenu par la force, la tromperie ou la coercition, ou qui implique une personne n'ayant pas atteint 18 ans » est une « forme grave de trafic de personnes ».
Dans de nombreux États, surtout les plus pauvres, la prostitution enfantine demeure un véritable problème et de nombreux touristes visitent ces territoires pour s'adonner au tourisme sexuel impliquant des enfants. La Thaïlande (en), le Cambodge, l’Inde, le Brésil et le Mexique (en) sont des plaques tournantes de l’exploitation sexuelle d'enfants.

## Histoire

### Guerre de Canudos au Brésil
La guerre de Canudos (1895-1898) est un conflit inégal entre l'État du Brésil et environ 30 000 habitants d'une communauté rebelle appelée Canudos, au Nord-Est du Bahia. Cette guerre civile est la plus meurtrière de l'histoire brésilienne et elle s’achève sur des atrocités collectives. Après plusieurs tentatives infructueuses de répression militaire, la révolte est brutalement écrasée en octobre 1897, avec l'arrivée d'une vaste armée brésilienne qui investit le village et tue pratiquement tous ses habitants. Les hommes sont découpés devant leurs épouses et leurs enfants. Quelques-unes des survivantes sont réduites en esclavage et envoyées dans des bordels au Salvador.

### Allemagne nazie
Au cours de la Seconde Guerre mondiale, le Troisième Reich ouvre des bordels militaires allemands dans une grande partie de l'Europe occupée au bénéfice des soldats de la Wehrmacht et de la Schutzstaffel,. Dans l'ensemble, ces bordels étaient neufs mais, à l'Ouest, certains remplaçaient des lupanars précédents ou d'autres bâtiments. Jusqu'en 1942, l'Europe occupée compte près de 500 bordels militaires. Ces bordels, souvent des hôtels confisqués puis dirigés par la Wehrmacht, étaient destinés aux soldats en voyage et à ceux qui revenaient du front,.
D'après les archives, au moins 34 140 femmes ont été forcées de se prostituer pendant que l'Allemagne occupait leur pays, dont les prisonnières des camps de concentration. En Europe de l'Est, ces femmes étaient souvent enlevées dans les rues des villes occupées au cours de rafles,. Les nazis avaient établi des bordels dans les camps de concentration (Lagerbordell) afin d'encourager les prisonniers à collaborer, même si la plupart des usagers étaient des Kapos, des « prisonniers-fonctionnaires » de droit commun ; en effet, les détenus ordinaires, démunis et épuisés, étaient trop fragilisés pour s'y rendre et ils se méfiaient des stratagèmes des SS. Finalement, les bordels des camps n'ont conduit à aucune hausse détectable de productivité chez les prisonniers ; en revanche, ils ont favorisé l'émergence d'un marché aux coupons entre les plus favorisés des camps. Les femmes obligées de rester dans ces bordels venaient principalement du camp de Ravensbrück, sauf à Auschwitz qui exploitait ses propres prisonnières.

### Femmes de réconfort

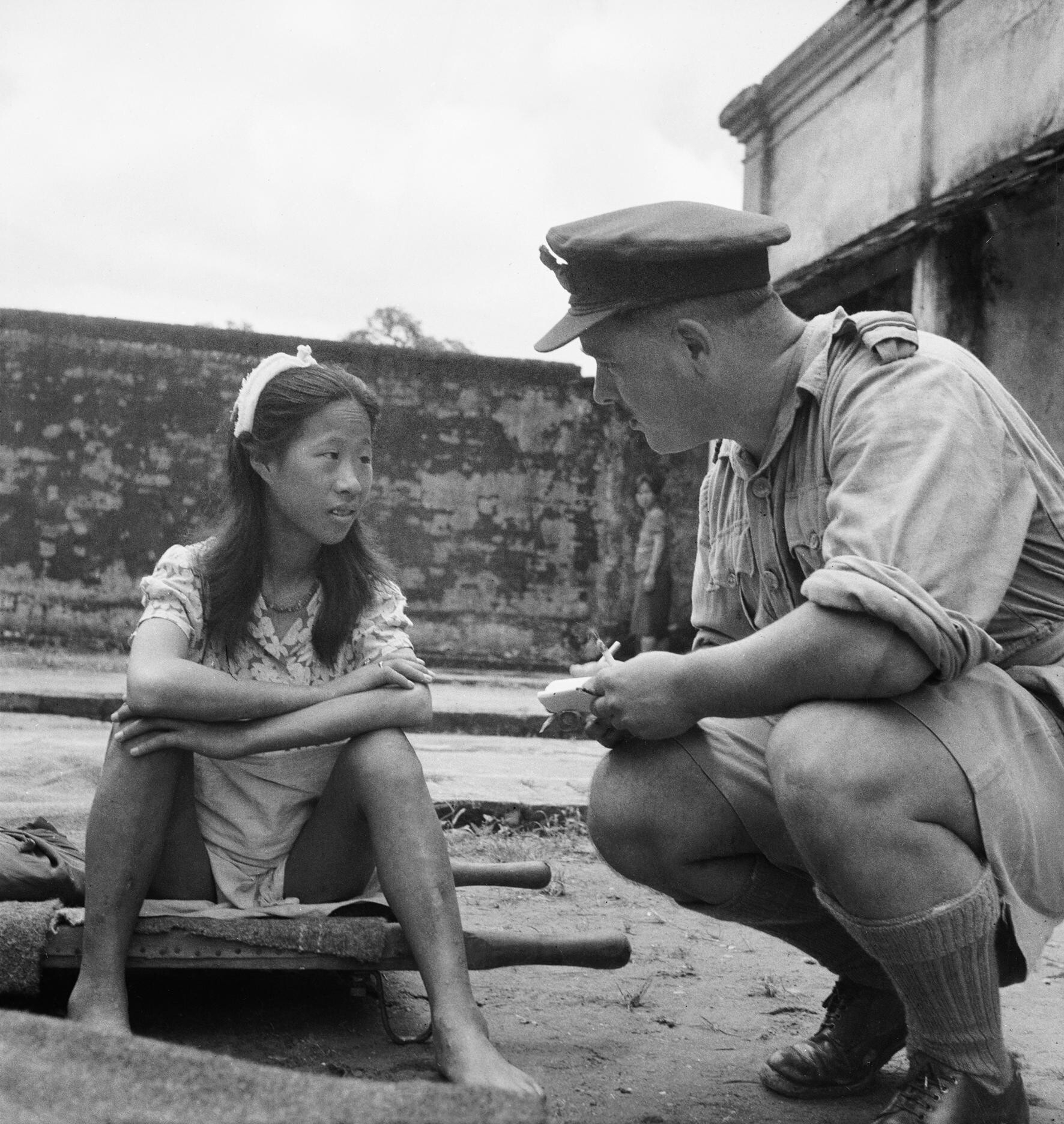
Image prise à Rangoon, en Birmanie, le 8 août 1945. Une jeune Chinoise issue des « bataillons de réconfort » de l’armée impériale japonaise s’entretient avec un officier des forces alliées.

Le terme « femmes de réconfort » est une périphrase pour désigner les femmes officiant dans les bordels militaires et, en particulier, dans ceux de l'empire du Japon au cours de la Seconde Guerre mondiale,. D'après les estimations, environ 200 000 victimes sont concernées, avec des fourchettes allant de 20 000 pour certains experts japonais jusqu'à 410 000 pour certains experts chinois - le débat sur le nombre de victimes est toujours en cours. Des historiens et des chercheurs pensent que la majorité des femmes étaient issues de Corée, de Chine, du Japon et des Philippines, toutefois des citoyennes de Thaïlande, du Vietnam, de Malaisie, de Taïwan, d'Indonésie, du Timor Oriental étaient présentes dans les « stations de réconfort ». Ces stations se trouvaient au Japon, en Chine, aux Philippines, en Indonésie (alors britannique), en Thaïlande, en Birmanie, en Nouvelle Guinée, à Hong Kong, à Macao et en Indochine française,.
Dans les pays occupés par l'armée japonaise, il y a des signalement de jeunes femmes enlevées à leur domicile. Il arrivait aussi qu'elles soient recrutées via une proposition de travailler dans l'armée,,. Les soldats japonais enrôlaient des femmes de force.

## Situation mondiale

### Continent américain

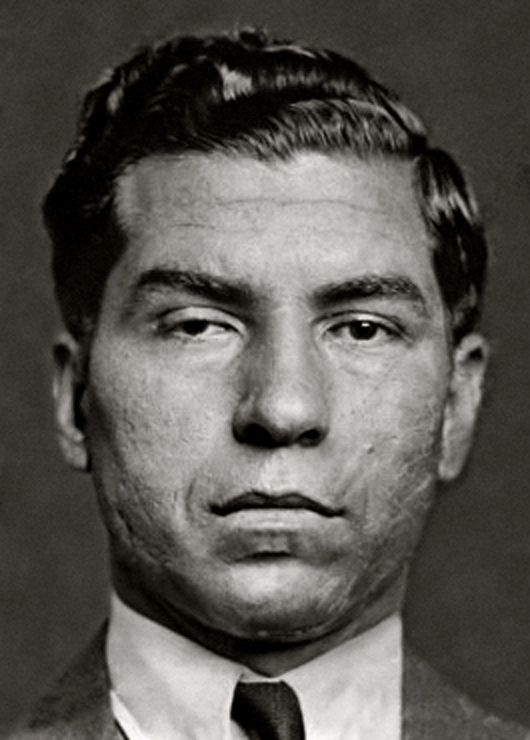
Le gangster Charles « Lucky » Luciano condamné pour prostitution forcée et proxénétisme aux États-Unis en 1936.

Aux États-Unis en 2002, le département d’État a repris une estimation précédente de la CIA : chaque année, environ 50 000 femmes et enfants sont amenés sur le territoire américain contre leur volonté à des fins d’exploitation sexuelle,. Outre les victimes de traite internationale, des ressortissants américains sont aussi forcés de se prostituer. D’après le National Center for Missing & Exploited Children, entre « 100 000 et 293 000 enfants sont en danger d’être livrés à l’exploitation sexuelle ».

### Moyen-Orient
Les femmes victimes de traite en Europe de l’Est sont convoyées vers plusieurs pays du Moyen-Orient, dont la Turquie et les Émirats arabes unis. Jusqu’en 2004, Israël était l’une des destinations du trafic de personnes à des fins d’exploitation sexuelle. De nombreuses femmes irakiennes qui ont fui la guerre se sont tournées vers la prostitution et d’autres ont été victimes de trafiquants qui les ont envoyées en Syrie, en Jordanie, en Égypte, au Qatar, aux Émirats arabes unis, en Turquie et en Iran. La Syrie à elle seule compte environ 50 000 femmes (souvent veuves) et filles réfugiées devenues prostituées. Les faibles tarifs demandés par les prostituées irakiennes ont contribué à orienter les flux d'agresseurs sexuels vers la Syrie, et en faire une destination de tourisme sexuel - avant la guerre civile. Les délinquants paient plus cher un rapport avec de jeunes femmes vierges.

### Europe
En Europe, depuis la chute du Rideau de fer, certains pays de l’ex-bloc soviétique sont des plaques tournantes du trafic de femmes et d’enfants : Albanie, Moldavie, Bulgarie, Russie, Biélorussie et Ukraine,. Des jeunes filles et jeunes femmes reçoivent de prétendues proposition de travail et d’argent, puis elles sont réduites en esclavage sexuel.
D’après les estimations, chaque année, l’Europe de l’Est et la Chine sont à l’origine des deux tiers du trafic mondial de femmes destinées à la prostitution,, dont les trois quarts n’avaient jamais travaillé dans l’industrie du sexe,. Les principales destinations sont la Belgique, les Pays-Bas, l’Allemagne, l’Italie, la Turquie, le Moyen-Orient (Israël, les Émirats arabes unis), l’Asie, la Russie et les États-Unis,.

### Asie
En 2009, les estimations sur la traite d’êtres humains en Asie du Sud-Est varient entre 200 000 et 400 000 victimes, dont une part importante est obligée de se prostituer.

#### Cambodge
Au Cambodge, au moins un quart des 20 000 personnes travaillant dans la prostitution sont des enfants, parfois âgés de cinq ans.

#### Inde

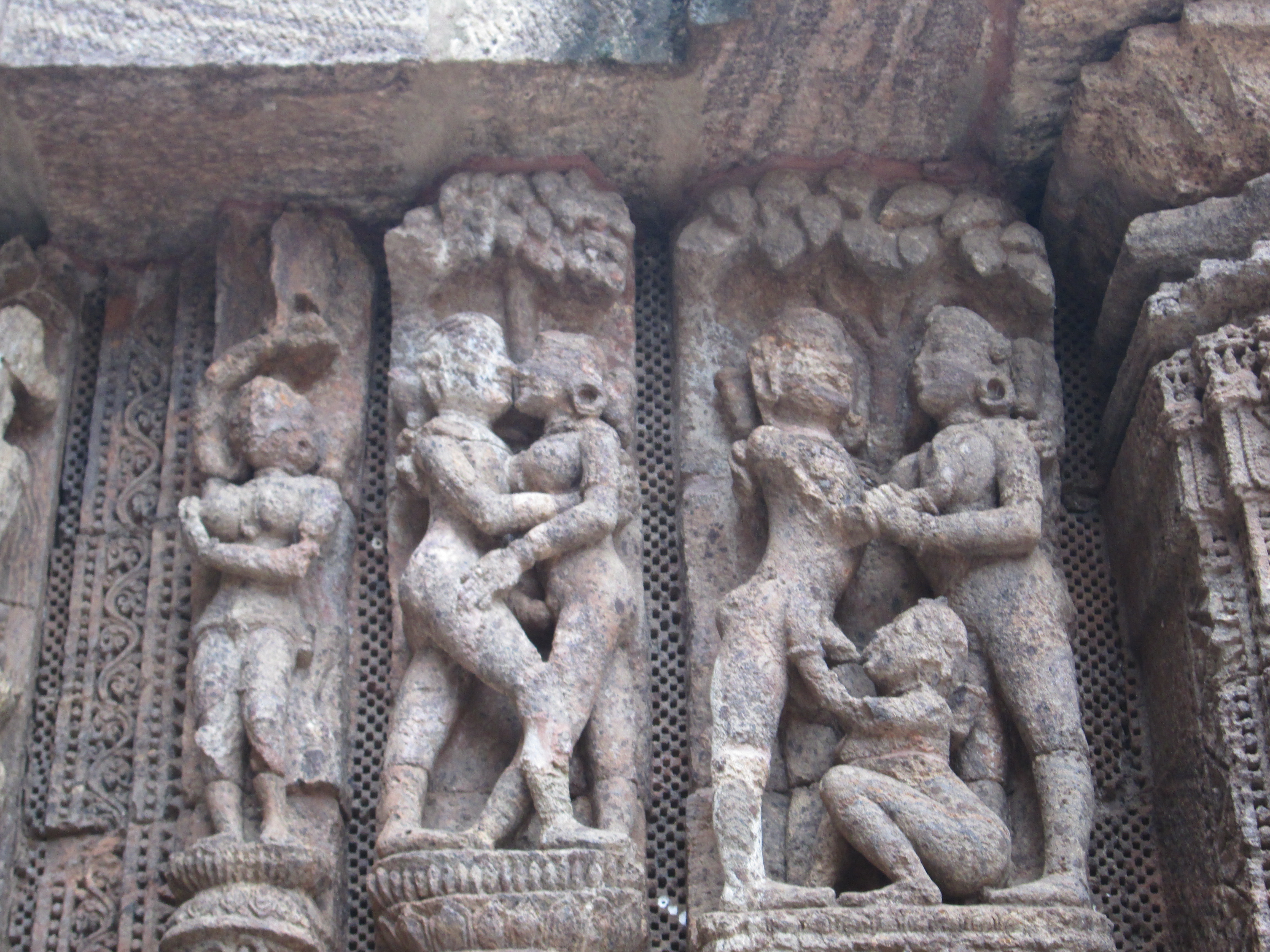
Temple solaire où figure un triptyque sculpté de devadasis.

En Inde du Sud et en Odisha, les devadâsî s'adonnent à une forme de prostitution rituelle et certaines pratiques consistent à consacrer de très jeunes filles, via un mariage rituel, à une divinité ou un temple ; elles y exercent des fonctions de guides spirituels, de danseuses et de prostituées au service des hommes qui viennent au temple. Human Rights Watch signale que certaines devadâsî sont forcées d’accepter ce sacerdoce et, dans certains cas, de se prostituer auprès de membres de castes privilégiées.
Plusieurs gouvernements en Inde ont adopté plusieurs lois, avant et après l’Indépendance, pour mettre fin à cette pratique, qui perdure néanmoins dans certaines régions indiennes, notamment au Karnataka et en Andhra Pradesh.

#### Japon

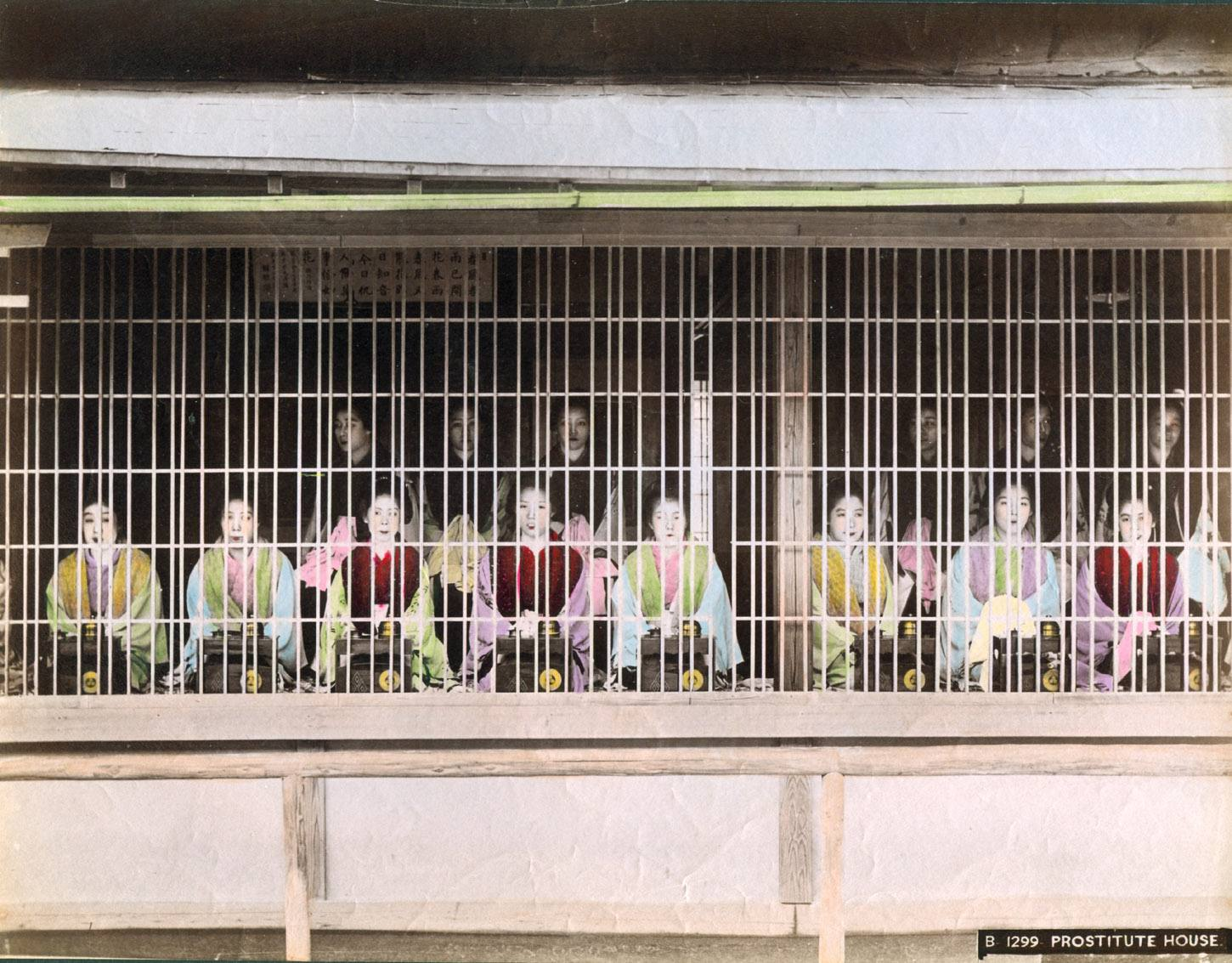
Photo de Kusakabe Kimbei : prostituées en vitrine à Yoshiwara.

En Asie, le Japon est la principale destination de la traite de femmes, surtout celles venant des Philippines et de Thaïlande. Chaque année depuis 2001, le département d’État américain classe le Japon parmi les scores élevés de trafic de personnes. Ces classements indiquent que le Japon (dans une certaine mesure) n’applique pas entièrement les mesures de base pour éradiquer le trafic d’êtres humains.
Il est courant de voir des femmes Thaï emmenées au Japon avec de fausses promesses puis livrées à des bordels, contrôlés par les yakuzas, où elles sont forcées d’enchaîner des clients,.

#### Népal
Dans les années 1990, on estime qu'environ 6 000 à 7 000 filles népalaises ont été victimes de trafic transnational. Toutefois, ces chiffres ont connu une forte croissance : en 2008, les victimes sont estimées entre 10 000 et 15 000 chaque année.

#### Philippines
À la fin des années 1990, l’Unicef estime qu’il y a 60 000 enfants prostitués aux Philippines et remarque que les bordels d’Ángeles sont « célèbres » pour leur exploitation sexuelle d’enfants.